# کمربند نووآگیتوک گرین‌استون

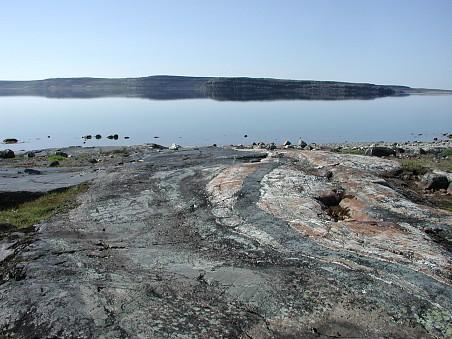
نمایی از سنگ‌های کمربند نووآگیتوک گرین‌استون.

کمربند نووآگیتوک گرین‌استون (به انگلیسی: Nuvvuagittuq greenstone belt) که در اصل کمربند گرین استون پورپویز کیو (به انگلیسی: Porpoise Cove greenstone belt) یک کمربند گرین‌استون در سواحل شرقی خلیج هادسون در شمال استان کبک، کانادا است. سن این کمربند حدود ۴/۴ میلیارد سال است.